# Нуклеофил
Нуклеофил је молекул или функционална група која поседује вишак електрона и у одговарајућим условима има склоност ка томе да буде донор електрона другом атому.
Нуклеофили су све базе. Сем база то могу да буду и молекули који не показују никакве базне особине већ имају само „обичан“ вишак електрона. Појам нуклеофил је шири од појма база.
За разлику од база које се могу рангирати по „јачини“ нуклеофили се деле на тврде и меке.
Тврди нуклеофил је мали молекул, са веома концентрованим „центром 
нуклеофилства“ - то јест са једним конкректним местом у молекулу које има вишак електрона. Примери тврдих нуклеофила су: OH-, -, 3.
Меки нуклеофил је насупрот тврдом велики молекул, са широким „центром 
нуклеофилства“ - то јест са недостатком једног конкректног места у молекулу које има вишак електрона. Примери меких молекула су: I-, -, бензен .